# Erdal Tuncer
Erdal Tuncer (* 1. Januar 1942) ist ein ehemaliger türkischer Fußballspieler.
Erdal Tuncer stand von 1962 bis 1966 bei MKE Ankaragücü unter Vertrag. Dort kam er jedoch nur in seiner ersten Saison für die Hauptstädter zum Einsatz. In 13 Ligaspielen traf er einmal das Tor. Zur Saison 1966/67 wechselte der Abwehrspieler in die 2. Liga zu Galata SK.
Nach bereits einer Saison für den Istanbuler Verein wurde er von Galatasaray Istanbul verpflichtet. In der Spielzeit 1967/68 kam er zu 20 Ligaspielen und beendete nach dieser Saison seine Karriere.